# 反米

反米のロゴ

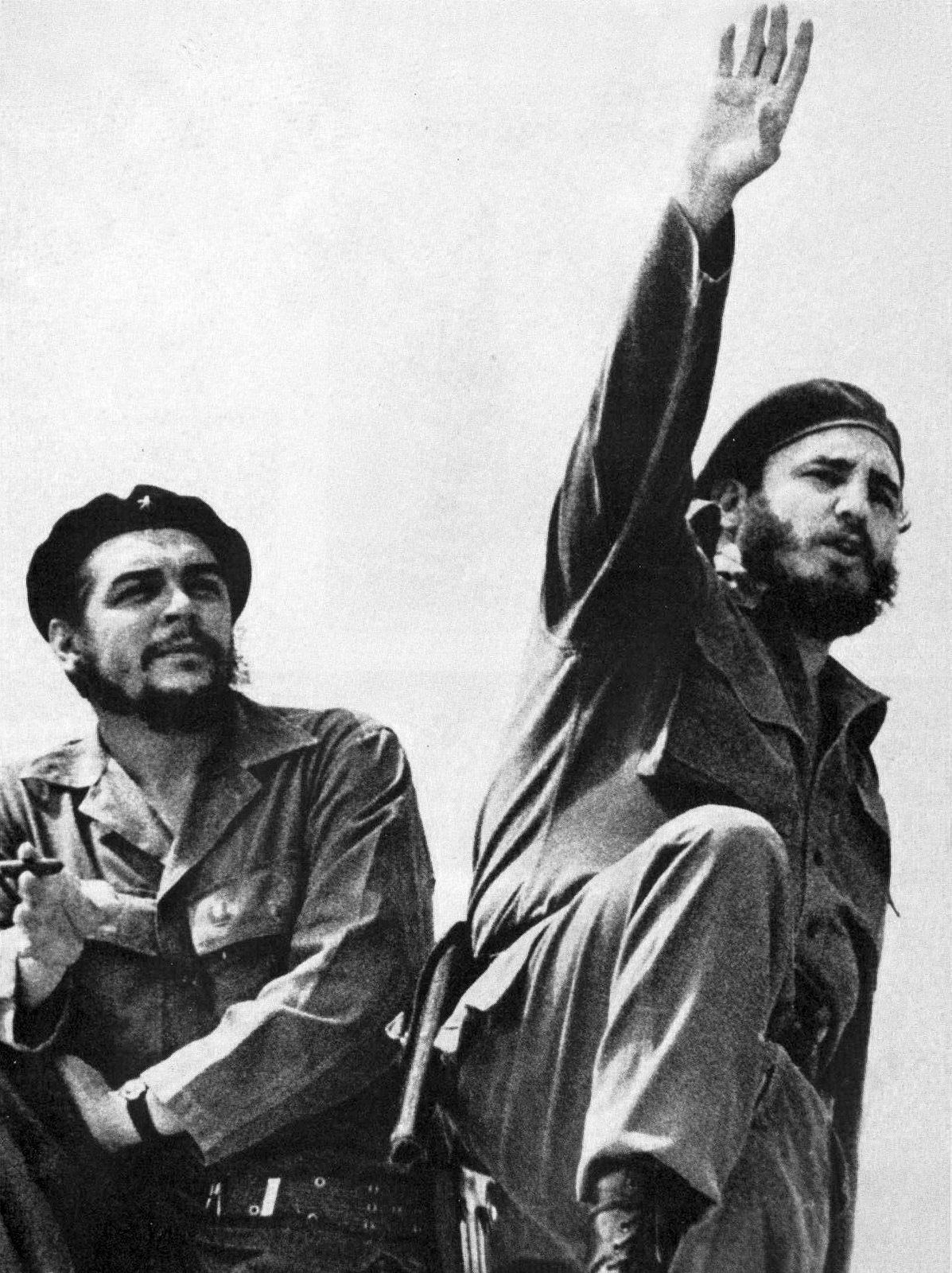
反米キューバの指導者フィデル・カストロ（右）とチェ・ゲバラ

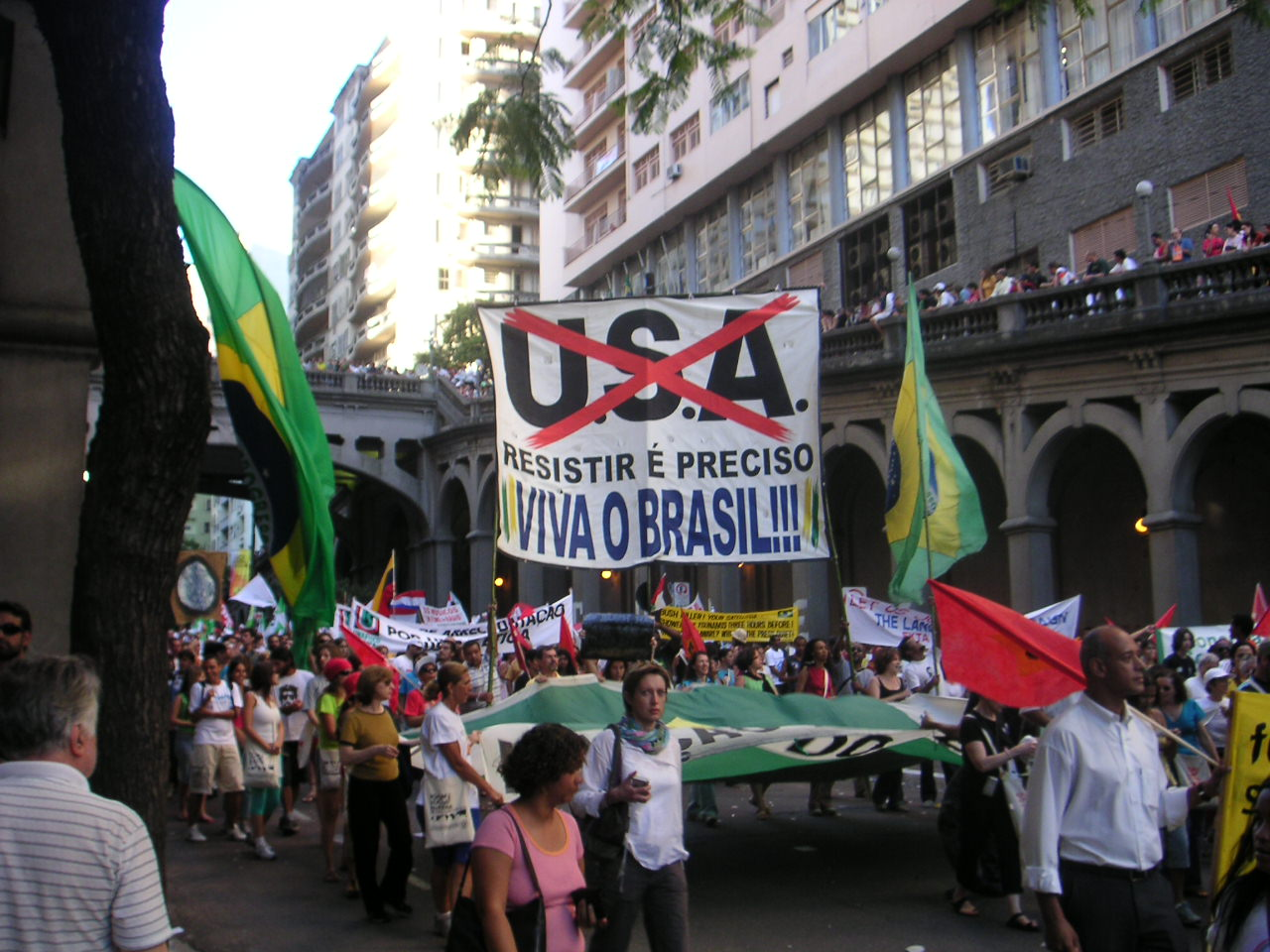
ブラジルの反米デモ

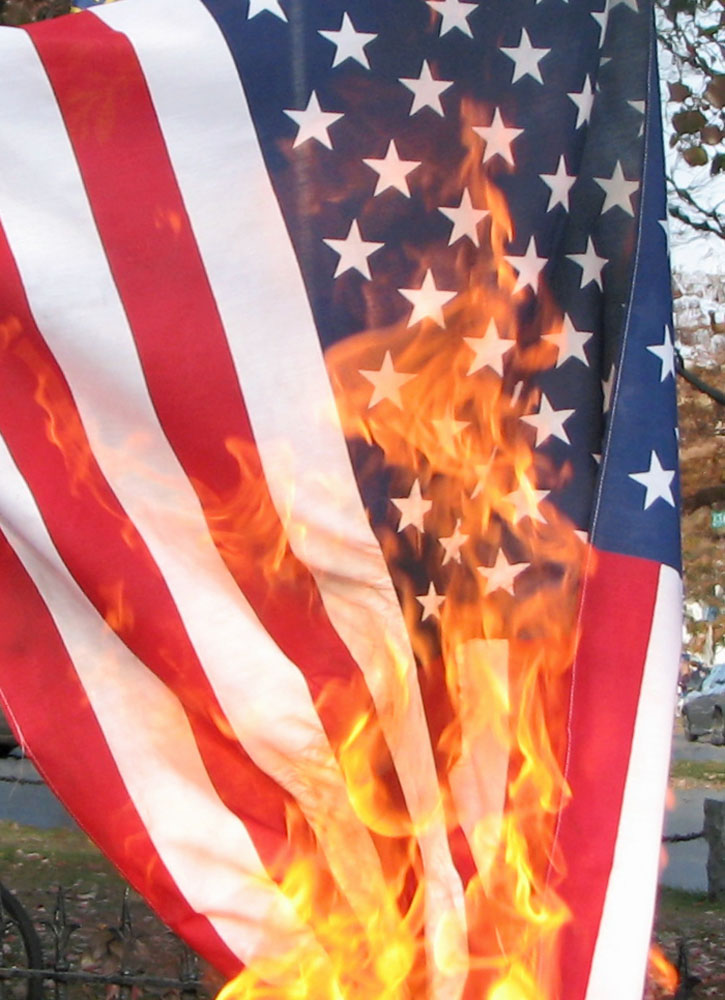
燃やされる星条旗

反米（はんべい、英: Anti-Americanism）とは、政治・経済・社会・文化などの面で、アメリカ合衆国に反発したり、厭悪する感情や主張である。親米の対義語である。

## 歴史と要因

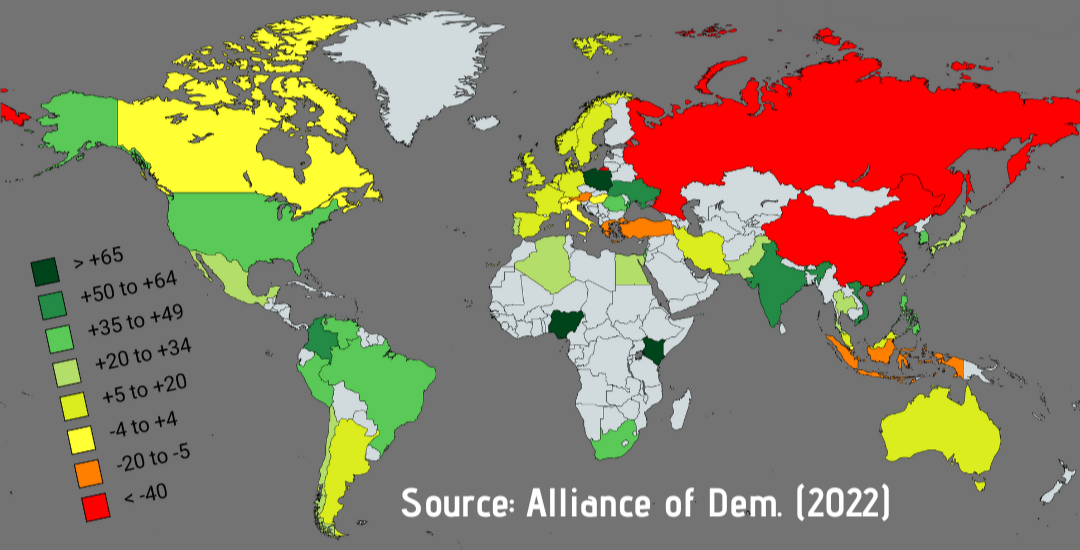
アメリカ合衆国の民主主義指数を訪ねる質問に対する各国の世論（2022年）

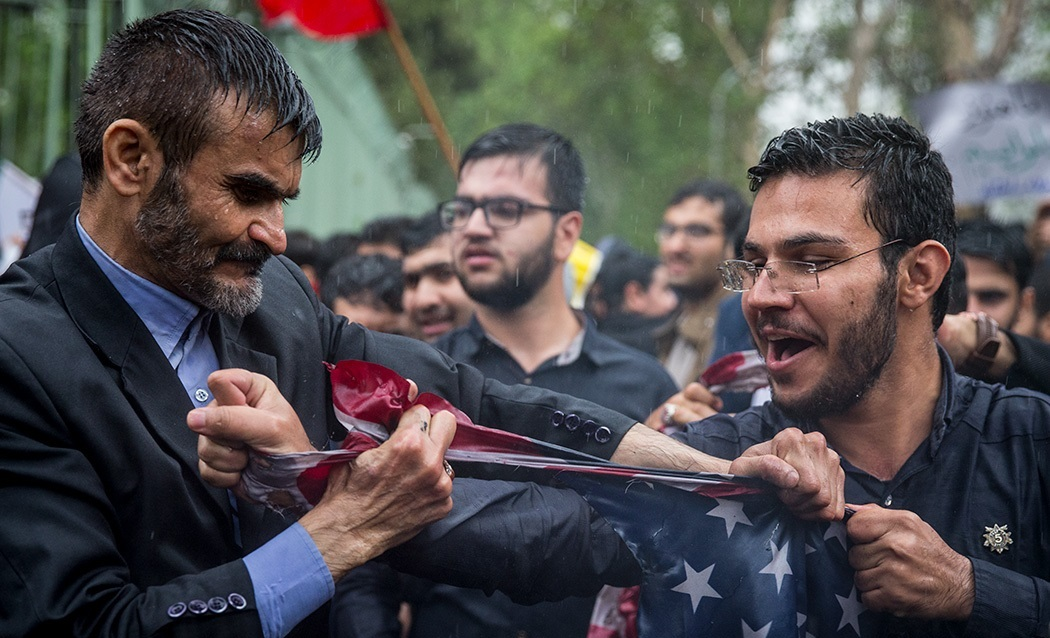
引き裂かれるアメリカ合衆国の国旗（イラン）

ジェームズ・W・シーザーによれば、「反米」という観念は、17 - 18世紀のヨーロッパで形成された
。17世紀以降、ピルグリム・ファーザーズなどのイギリスの清教徒（ピューリタン）などをはじめ、大量の移民が北アメリカ大陸に渡るが、当時のヨーロッパの知識人の間では「アメリカではすべてが退化する」「すべての生命体が退化するし、犬も鳴かなくなる」ということが語られていた。以後、アメリカは未開の自然状態から、産業資本主義、大衆民主主義、消費社会の象徴として語られて行く。フランスの政治思想家・アレクシ・ド・トクヴィルはアメリカの民主政治に対する批判を著書『アメリカのデモクラシー』で行ない、ゲオルク・ヘーゲルやフリードリヒ・ニーチェ、マルティン・ハイデッガー、アレクサンドル・コジェーブなどヨーロッパの哲学者は、人類社会がとる究極の頽落形態を「アメリカ」に見いだし、そうした「反米」の観念はフランスに代表されるポストモダン哲学やボードリヤールなどにも見いだされる。ハイデッガーは、アメリカは“破局の地”だったとしている。
19世紀前半、アメリカ合衆国は南北アメリカを自国の勢力圏に置く意図でモンロー主義を掲げてラテンアメリカ諸国の独立運動に軍事介入を行ったため、ラテンアメリカのナショナリズムはしばしば反米に結びついた。ラテンアメリカの反米主義には長い伝統がある。しかし19世紀末には米西戦争でフィリピン・グアムに進出するなど事実上モンロー主義を棄て、アメリカは太平洋そして世界における勢力拡大に乗り出していく。
1918年11月11日に第一次世界大戦が終わると、パクス・アメリカーナの時代が始まり、アメリカ合衆国の世界的影響力が強まった。第二次世界大戦終結までのヨーロッパでは、全体主義・共産主義を掲げる独裁者や軍事政権に、アメリカ式民主主義への反発や反ユダヤ主義から反米感情を抱いた者が多かった。
第二次世界大戦が終わり冷戦が始まると、パクス・アメリカーナの時代が本格的に始まることになった。世界が緊張を強いられた冷戦期には両陣営による世界大戦こそ起こらなかったものの、地域紛争は大幅に増加した。さらに、ソ連崩壊によってソ連の抑圧から解放された旧東側諸国で民族紛争が激化した。この一極体制の中、アメリカ合衆国連邦政府や大企業が「世界の保安官」「世界の警察官」を自認し、「資本主義（自由主義）陣営の防衛」を名目に、諸外国に対して政治・軍事・経済・社会など諸々の面で介入を行なったこと、アメリカ企業が世界の大衆文化に大きな影響力を持ったことから、反米感情は様々な形で全世界に広がった。
先進的な文化や世界観などが要因でアメリカに愛好感を抱く人々も多いが、一方では以下の要因で厭悪感を抱く人々も多い。
1. 冷戦時代における中南米諸国への軍事クーデターの支援など、反共主義的な独裁者・軍事政権に対する支援。
2. 冷戦後の、アラブ諸国やイスラム諸国への軍事介入、「民主化」「二大政党制」（＝政治のアメリカ化）、「グローバル化」「新自由主義」（＝経済のアメリカ化）、「親米化」（文化のアメリカ化）。

冷戦時代には、共産主義を名目とした大国（ソビエト連邦・中華人民共和国）の支配階級も、各国の市民団体や反戦団体を、反米運動の隠れ蓑として利用していた。

### 日本
第一次世界大戦後の日本（大日本帝国）は、石油、加工食品、日用品などをアメリカから大量に輸入していた。特に石油は、1920年の世界恐慌以降、アメリカの石油産業が常に供給過剰の状態にあったこともあり、1930年代初頭には、内地のガソリン価格もアメリカ本土と大差ない水準にまで下落するなど、アメリカの恩恵を大いに享受していた。
一方で、日本移民を制限したアメリカの一連の法律、特に1924年（大正13年）に成立した割当移民法（排日移民法）によって日本移民が禁止されたことで日本の新聞は反米熱をあおり、一部には日米開戦論さえ論じられるようになった。親米的だった学者や思想家、実業家の間にも、反米感情が現われた。
1931年（昭和6年）に満州の権益を独り占めしようとした関東軍が、欧米列強を排除するために、独断専行で柳条湖事件と満州事変を起こし、1932年（昭和7年）に急ぎ満州国を建国した頃から日米関係は悪化した。1935年（昭和10年）頃にはABCD包囲網がはっきりとしだしたが、1937年（昭和12年）には第二次上海事変を経て日中戦争（支那事変）が勃発、1941年（昭和16年）の南部仏印進駐でついに一線を越え、アメリカは日本への制裁措置として、石油を含むすべての品目の禁輸を断行、日米交渉も決裂し、両国の関係修復は不可能となった。
一方、大陸以外の日本では対米開戦の1年ほど前までは国民に反米感情はほとんど無く、マスメディアによる世論の醸成により、急速に反米英感情が高まっていく。政府もマスメディアに追従するように急転し、反米英プロパガンダや軍国教育に注力、以降、大衆や子供たちへの刷り込みに邁進する。戦時中の日本では、イギリスも憎恨の対象である「鬼畜米英」や、アメリカに限定された「鬼畜米帝」「米帝」という呼称がある。
日本における反米意識は第二次世界大戦における広島と長崎への原爆投下のこともあり、かなり前から定着していた。他には以下のような例が米軍の占領期にあった。
- 1950年7月28日 - 東京都浅草六区で反米ビラを撒いた男に対し重労働5年、刑期終了後朝鮮送還の判決[6]。
- 1950年8月3日 - 東京都港区芝浦で反米ビラを撒いた自由労働者に対し重労働1年、罰金500ドルの判決[7]。

1952年4月28日のGHQ撤退に際しては、在日米軍が日本に駐留し続けることに反対する人々が、反米を唱えるスローガンとして「ヤンキー・ゴー・ホーム」を唱え、これが流行語になった。

### 韓国
韓国では次のような事件があった。
1. 老斤里事件における民間人虐殺
2. 議政府米軍装甲車女子中学生轢死事件における米軍の対応

### イタリア

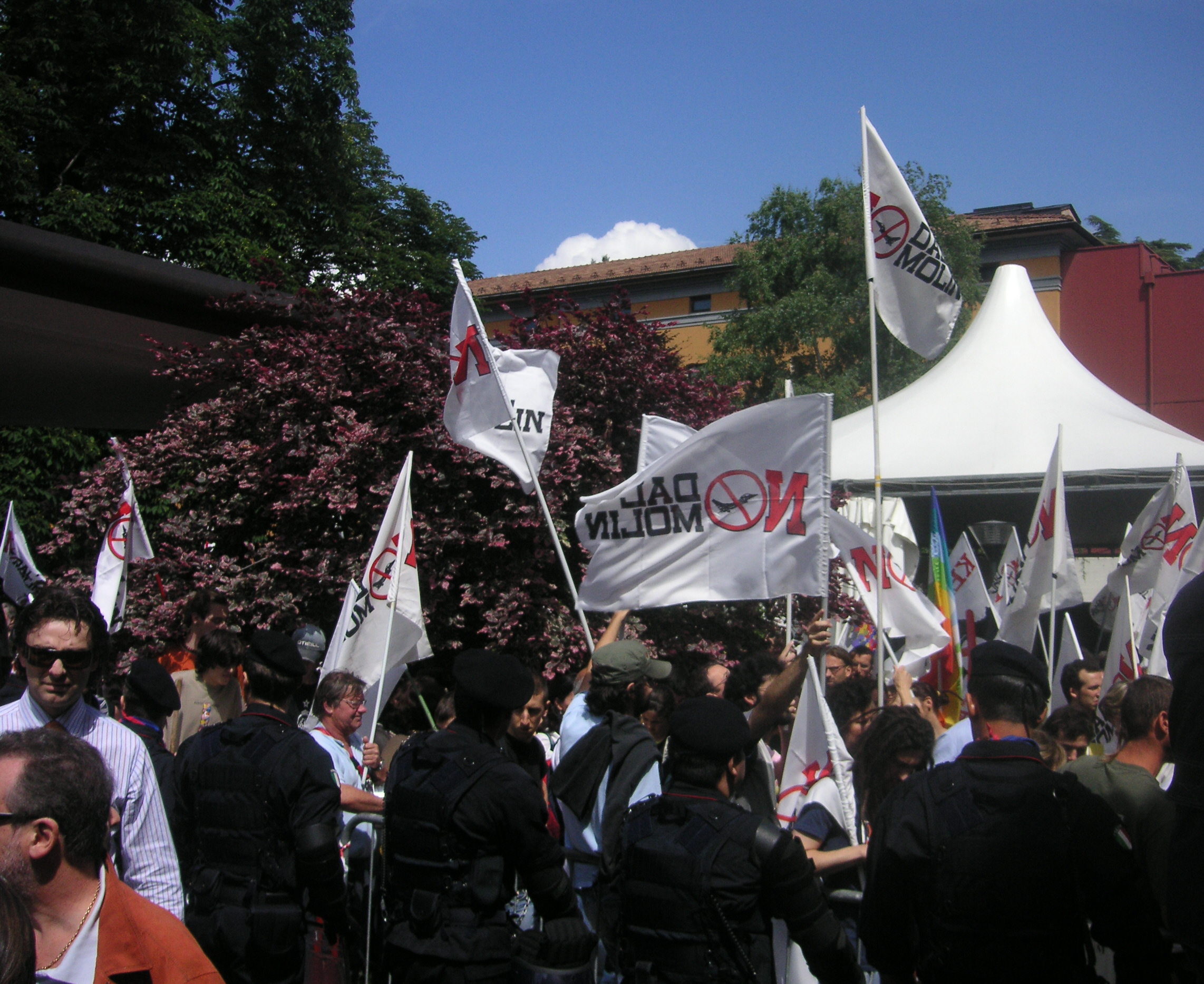
新たな米軍基地建設の中止を求めるデモ（イタリア）

チェルミス・ロープウェイ切断事件における無罪評決はイタリア国民の感情を刺激し、アメリカ合衆国とイタリアの外交問題に発展した。

## 各国の対米感情
| 調査対象国     | 肯定 | 否定 | どちらでもない | 肯定-否定 |
| -------------- | ---- | ---- | -------------- | --------- |
| 中国           | 17%  | 74%  | 9              | -57       |
| カナダ         | 40%  | 47%  | 13             | -7        |
| オーストラリア | 43%  | 44%  | 13             | -1        |
| ロシア         | 43%  | 41%  | 16             | 2         |
| 韓国           | 47%  | 39%  | 14             | 8         |
| ドイツ         | 46%  | 37%  | 17             | 9         |
| イギリス       | 46%  | 37%  | 17             | 9         |
| フランス       | 46%  | 29%  | 25             | 17        |
| スペイン       | 51%  | 31%  | 18             | 20        |
| 日本           | 55%  | 22%  | 23             | 33        |
| イタリア       | 59%  | 26%  | 15             | 33        |
| メキシコ       | 68%  | 18%  | 14             | 50        |
| アメリカ       | 78%  | 17%  | 5              | 61        |
| ブラジル       | 74%  | 11%  | 15             | 63        |
| インド         | 79%  | 10%  | 11             | 69        |

ピュー・リサーチ研究所が2019年に発表した調査によると、アメリカについて「好ましくない」国だと答えた人の割合が半分以上だったのは、冷戦期からの仮想敵国であるロシア(66%)、アメリカに隣接しているメキシコ(61%)とカナダ(56%)のほか、欧州のドイツ(66%)、オランダ(62%)、フランス(60%)、ギリシャ(59%)、スペイン(54%)、スウェーデン(50％)などであった。

## 反米ビジネス・ダブルスタンダード
反米言動することで自国で稼ぎながらも、アメリカに資産を有したり、子女を留学させていることが発覚する事態が多発している。韓国左派、中国の反米の人々らも裕福な者に度々発覚している、子女のアメリカ留学や米国市民権、アメリカ国内の財産保有はダブルスタンダードと度々批判がされている。

### 韓国左派
反日親北だけでなく、“反米”でもある尹美香とキム・サムソク夫婦が、年間学費4万ドル（約440万円）で1年の留学費用に最低7~8万ドルという多額の学費をかけて、娘をロサンゼルス・カリフォルニア州立大学（UCLA）音楽大学院でピアノ専攻させていることが発覚した。そのため、朝鮮日報によって、日頃から進歩（韓国左派）市民団体の代表として反米スローガンを主導している尹夫婦が、「わが子は米名門大学に留学させている」とネロナンブル（ダブルスタンダード）であると告発された。週刊新潮によると、韓国政界・左派の「ネロナンブル」は数え切れないと報道している。親北・反米の在野運動家から「共に民主党」所属の政治家になった任鍾ソク（ムン・ジェイン政権の大統領府秘書室長）は、1年の学費だけで約10万ドル（約1100万）のシカゴ・アートスクールに娘を留学させており、駐米大使の候補となったものの反米性向が指摘された文正仁（ムン・ジョンイン）大統領統一外交安保特別補佐官も、子女は米国市民権を取得していることが判明している。

### 中国
2022年8月にウェイボー309万人、抖音（TikTok）2203万人、今日頭条（Toutiao　中国のニュースアプリ)1031万人など計フォロワー3500万人がいる反米インフルエンサーの中国人であり、「米国は全世界の敵であり、各国を搾取する巨大な腫瘍の塊」などの反米言動で中国人からで人気を得てきた「司馬南」こと於力が、2010年からアメリカに25万7000ドルの住居という多大な財産を保有していることが発覚し、「反米は仕事であり、米国行きは生活なのか」「25万7000ドルは2010年当時、中国の一般労働者137人が1年間飲食しないでためなければならないほどの金額」と中国人から批判が殺到し、アカウント総停止処分を受けた。台湾の自由時報は「米国を『がん』だと批判した彼が、実は米国に莫大な額の税金を払って、その『がん』を大きくしている」と皮肉った。アカウント停止処分となった背景には、習近平中国共産党総書記が、子女をアメリカ留学させている者が多い中国共産党指導部への警告と指摘されている。中華人民共和国の外交担当トップの楊潔チ中国共産党政治局員は娘をイェール大学に留学させ、卒業後もアメリカ合衆国へ住まわせている。華春瑩中国外務省報道官も中学生の時から娘をアメリカ合衆国へ留学させている。

## 具体的な反米事例とその原因となる事件
「反米」は、アメリカの国力の増大と、それに伴う他国への軍事的・経済的介入の増加に従い、歴史に登場する。
1. アメリカ独立戦争における宗主国イギリスとの対立
2. 1812年米英戦争後、及び1866年から始まるフェニアン襲撃から1890年以降の時期のカナダ
3. メキシコとの戦争（米墨戦争）によるカリフォルニア、テキサスなどのメキシコ北部の帝国主義的侵略と併合
4. フィリピンの植民地化、軍事基地化
5. 中国と日本に対する黄禍論。1910年代から外国人土地法を徐々に施行し、有色人種に対する締め付けを強化
6. 「オレンジ計画」と呼ばれる対日戦争計画をはじめドイツ、イギリス、メキシコとの戦争計画など、周辺の大国を潜在的な敵国と判断して外交を行う
7. 1924年に定めた排日移民法
8. 日系アメリカ人の差別と強制収容（日系人の強制収容)
9. 日本への民間人を標的とした攻撃（広島市への原子爆弾投下・長崎市への原子爆弾投下）、東京大空襲など戦略爆撃（日本本土空襲）
10. 太平洋における核実験、核兵器の保有と使用の正当化
11. ドイツに対する戦略爆撃、特にベルリン空襲とドレスデン空襲
12. 冷戦時代のソビエト連邦や東ヨーロッパ諸国との緊張関係
13. GHQの指令による日本の民主化を進める一方で、レッド・パージの推進や公職追放を解除する二重基準（逆コース）
14. 在日米軍、在韓米軍、アフガニスタン駐留米軍、在英アメリカ空軍、ドイツ駐留米軍、イタリア駐留米軍、オーストラリア駐留米軍など外国駐留部隊将兵の犯罪行為
15. 朝鮮戦争の際の爆撃と、以降の北朝鮮との緊張関係
16. イランのモハンマド・モサッデク政権をCIAがクーデターで倒す（en:Operation Ajax、アーバーダーン危機も参照）
17. ベトナム戦争時の腐敗した南ベトナムへの軍事的支援と北ベトナムとの戦争。北ベトナムに対する北爆
18. 1973年のチリ・クーデターの支援
19. イランとの1979年のイスラム革命後の関係悪化
20. パレスチナ問題への偏向的介入とイスラエルのみを善と見做す二重基準
21. ソ連とその配下ベトナムに対抗するために行われた、カンボジアのポル・ポト政権への支援
22. 1980年代のジャパンバッシング（日本いじめ、日本叩き）、プラザ合意
23. 1984年以降、イラン・イラク戦争の際にイランに侵攻したイラク側の支援
24. リビアをテロ支援国家と指定し、カダフィの暗殺を目的とした空爆（リビア爆撃 (1986年)）
25. イラクによるクウェート侵攻に対する軍事介入（湾岸戦争）
26. 1992年に行われたソマリアへの軍事介入
27. 1997年のアジア通貨危機におけるヘッジファンドの暗躍、列びに被害国への新自由主義経済（IMF型・アメリカ型の経済）の強制。日本が呼びかけたアジア通貨基金構想への妨碍と圧殺
28. 1998年のアメリカ大使館爆破事件に対する報復を口実とした、スーダンとアフガニスタンへの巡航ミサイル攻撃
29. 1999年、米軍による在ユーゴスラビアの中華人民共和国大使館への誤爆
30. 小泉純一郎政権と結託した、「年次改革要望書」を称しての日本社会のアメリカ型社会（新自由主義、格差社会）への改造
31. 2001年のアメリカ同時多発テロ事件以降の、「対テロ戦争」を称してのアフガニスタンのタリバン政権に対する武力行使、関連してイラクのサッダーム・フセイン政権に対する武力行使と政権打倒（→イラク戦争）
32. イラク武装解除問題において国際連合にて査察の継続を訴えた前後のフランス、ドイツ、ロシア、中国との対立
33. 民主化を要求しながら、一方で親米化とイスラエル防衛の為にイスラム諸国の絶対王政を支援する二重基準への、イスラム諸国民の反発
34. 金大中政権以降、太陽政策と反米政策を取る韓国との摩擦
35. 9月11日に合わせて2010年、イスラム教の聖典を焚書・破壊するという国際クルアーン焼却日とアメリカの警察が見守る中で行われたクルアーン焼却事件
36. 米州機構を通じたラテンアメリカ諸国への再三にわたる内政干渉（影響力を排除する為に、2011年にラテンアメリカ・カリブ諸国共同体が結成された。）
  1. キューバの保護国化とキューバ危機以降の経済制裁
  2. チリでの、民主的に誕生したサルバドール・アジェンデ政権を転覆したチリ・クーデターの後援、列びにその後のアウグスト・ピノチェト政権への援助
  3. ニカラグアのソモサ及び親米右翼ゲリラ「コントラ」への支援、サンディニスタ派政権への抑圧（→イラン・コントラ事件）
  4. 『麻薬戦争』と称するパナマへの軍事介入（パナマ侵攻）、政治指導者マヌエル・ノリエガ将軍の逮捕・拘留
  5. ベネズエラのウゴ・チャベス政権に対する内政干渉とその後の対立
37. シリア、パキスタン、北朝鮮核問題、イランの核開発問題

ラテンアメリカ諸国は、長らくアメリカの軍事介入（バナナ戦争など）や経済進出や政治圧力を被ってきたために、貴賎を問わず反米感情が根深く、ポピュリズム政治家が「反米」を梃に政権を奪取する引き金の一つとなる。

## 反米と文化
スコットランドのパンク・ロックバンドであるジ・エクスプロイテッドの、1982年発売のアルバム「Troops of Tomorrow」の中に、「Fuck the U.S.A.」という曲がある。その中では、アメリカが抱える拝金主義（「病院に行くのに金を払わなきゃならねぇ」「ドルが奴らの全ての言語だ」という一節など）と核兵器、軍事主義が痛烈にこき下ろしている。

### 歌

#### 日本
日本の軍歌で反米歌詞が存在するもの。一部は第二次世界大戦で同じ敵対国であったイギリスも含まれている。
- 目指すはワシントン
- アメリカ爆撃
- 米本土空襲の歌
- 打倒米英
- 米英撃滅の歌
- 比島決戦の歌

#### 北朝鮮
- 米帝が襲いかかれば死を与えん（미제가 덤벼들면 죽음을 주리）
- 米帝は狼（미제는 승냥이）
- 復讐者がここにいる（복수자가 여기 있다）
- 朝鮮の答え（조선의 대답）
- 死を米帝侵略者共に（죽음을 미제침략자들에게）

## 主な反米国家
主な反米国家としては、昭和初期における新体制運動後に成立した挙国一致内閣（軍事独裁政権）下の大日本帝国（1940年-1945年）や北ベトナム、アフガニスタン、イラク、北朝鮮などの国々があり、これらの国々は全て対米戦争を戦った事がある。
日本は太平洋戦争でアメリカなどの連合国と戦い、北ベトナムはベトナム戦争で南ベトナムや米軍を相手にゲリラ戦を展開して勝利し赤化統一、アフガニスタンはアフガン戦争で侵攻してきた米軍と戦い、イラクは湾岸戦争、イラク戦争でアメリカを中心とする多国籍軍や有志連合と戦った。北朝鮮は、朝鮮戦争でアメリカ軍、アメリカを中心とする国連軍と戦っており、1953年の休戦協定以降、プエブロ号事件以外の武力衝突こそないものの、今なお戦時体制で、核搭載能力のあるICBMの開発を進めている。また、イランは直接戦争をしたことはないが、イラン革命以降は、在イランアメリカ大使館を占拠する事件が発生するなど、反米的である。